# Bahnstrecke Bologne–Pagny-sur-Meuse
| Heute nicht mehr genutzte, ehemals doppelspurige Maas-Brücke bei St-Germain |                      |                                           |                                           |
| Streckennummer (SNCF): | 026 000              |                                           |                                           |
| Streckenlänge: | 95 km                |                                           |                                           |
| Spurweite: | 1435 mm (Normalspur) |                                           |                                           |
| Stromsystem: | 25 kV 50 Hz ~        |                                           |                                           |
| Zweigleisigkeit: | ehem. ja             |                                           |                                           |
| |                      |                                           |                                           |
| \| \| \| Bahnstrecke Blesme-Haussignémont–Chaumont \| von Chaumont \| \| \| 293 0,0 \| Bologne 237m \| Bologne 237m \| \| \| 0,5 \| Bahnstrecke Blesme-Haussignémont–Chaumont \| nach Blesme-Haussignémont \| \| \| 1 \| Stichkanal (26 m) \| Stichkanal (26 m) \| \| \| 1,1 \| Maas \| (68 m) \| \| \| 1,3 \| Canal de la Marne à la Saône \| (20 m) \| \| \| 6,2 \| Briaucourt 282m \| Briaucourt 282m \| \| \| 9,3 \| Chantraines 293m \| Chantraines 293m \| \| \| 13,7 \| Viaduc d’Andelot Rognon \| (80 m) \| \| \| 14,9 \| Andelot-Blancheville 268m \| Andelot-Blancheville 268m \| \| \| 17,2 \| Sueurre \| (22 m) \| \| \| 17,9 \| Rimaucourt 255m \| Rimaucourt 255m \| \| \| 18,2 \| Bahnstrecke Gudmont–Rimaucourt \| Bahnstrecke Gudmont–Rimaucourt \| \| \| 20,8 \| Manois \| Manois \| \| \| 24 \| La Croisette 301m \| La Croisette 301m \| \| \| 26,6 \| Saint-Blin – La Croisette 319m \| Saint-Blin – La Croisette 319m \| \| \| 33,4 \| Prez-sous-Lafauche 323m \| Prez-sous-Lafauche 323m \| \| \| 38,1 \| Départementsgrenze Haute-Marne / Vosges \| Départementsgrenze Haute-Marne / Vosges \| \| \| 39,4 \| Liffol-le-Grand 315 m \| Liffol-le-Grand 315 m \| \| \| 41,6 \| Fréville 322m \| Fréville 322m \| \| \| \| Bahnstrecke Culmont-Chalindrey–Toul \| von Culmont-Chalindrey \| \| \| \| Bahnstrecke Nançois-Tronville–Neufchâteau \| \| \| \| 48,2 \| Maas \| (86m) \| \| \| 48,8 \| Neufchâteau 288m \| Neufchâteau 288m \| \| \| \| Bahnstrecke Neufchâteau–Épinal \| \| \| \| \| Bahnstrecke Culmont-Chalindrey–Toul \| nach Toul \| \| \| 53,2 \| Frebécourt 278m \| Frebécourt 278m \| \| \| 55,1 \| Coussey 283m \| Coussey 283m \| \| \| 56,2 \| Streckenende \| Streckenende \| \| \| 57,9 \| Happoncourt 271m \| Happoncourt 271m \| \| \| 59,9 \| Domrémy-Maxey 266m \| Domrémy-Maxey 266m \| \| \| 62,8 \| Brixey-aux-Chanoines 267m \| Brixey-aux-Chanoines 267m \| \| \| 66 \| Sauvigny 269m \| Sauvigny 269m \| \| \| 67 \| Départementsgrenze Vosges / Meuse \| Départementsgrenze Vosges / Meuse \| \| \| 68,2 \| Traveron \| Traveron \| \| \| \| \| \| \| \| 68,3 68,8 \| Viaduc de Traveron Maas (2×) \| (97+37 mm) \| \| \| \| \| \| \| \| 68,9 \| Tunnel de Traveron 261 m \| Tunnel de Traveron 261 m \| \| \| 69,2 \| Pagny-la-Blanche-Côte – Montbras 263m \| Pagny-la-Blanche-Côte – Montbras 263m \| \| \| 71,4 \| Taillancourt 264 m \| Taillancourt 264 m \| \| \| 73,1 \| Maxey-sur-Vaise 256 m \| Maxey-sur-Vaise 256 m \| \| \| 75,538 \| Maas \| (12 m) \| \| \| 76 \| Burey-en-Vaux (251 m) \| Burey-en-Vaux (251 m) \| \| \| 77,8 \| Maas \| (12 m) \| \| \| 78,2 \| Neuville-lès-Vaucouleurs 256m \| Neuville-lès-Vaucouleurs 256m \| \| \| 79,8 \| Maas \| (10 m) \| \| \| 81,1 \| Vaucouleurs 248m \| Vaucouleurs 248m \| \| \| 85,7 \| Ugny-sur-Meuse 253m \| Ugny-sur-Meuse 253m \| \| \| 87,3 \| Maas \| (88 m) \| \| \| 88 \| Saint-Germain-sur-Meuse 253m \| Saint-Germain-sur-Meuse 253m \| \| \| 88,1 \| Streckenende \| Streckenende \| \| \| \| Carrière Solvay \| \| \| \| \| Carrière Novacarb \| \| \| \| 93,1 \| N4 \| (28m) \| \| \| 94,3 \| Canal de la Marne au Rhin \| (22m) \| \| \| \| Bahnstrecke Paris–Strasbourg \| von Strasbourg \| \| \| 94,9 \| Pagny-sur-Meuse 253m \| Pagny-sur-Meuse 253m \| \| \| \| Bahnstrecke Paris–Strasbourg \| nach Paris Gare de l’Est \| |                      |                                           |                                           |
| Strecke |                      | Bahnstrecke Blesme-Haussignémont–Chaumont | von Chaumont                              |
| Bahnhof | 293 0,0              | Bologne 237m                              | Bologne 237m                              |
| Abzweig ehemals geradeaus und nach links | 0,5                  | Bahnstrecke Blesme-Haussignémont–Chaumont | nach Blesme-Haussignémont                 |
| Brücke über Wasserlauf (Strecke außer Betrieb) | 1                    | Stichkanal (26 m)                         | Stichkanal (26 m)                         |
| Brücke über Wasserlauf (Strecke außer Betrieb) | 1,1                  | Maas                                      | (68 m)                                    |
| Brücke über Wasserlauf (Strecke außer Betrieb) | 1,3                  | Canal de la Marne à la Saône              | (20 m)                                    |
| Haltepunkt / Haltestelle (Strecke außer Betrieb) | 6,2                  | Briaucourt 282m                           | Briaucourt 282m                           |
| Haltepunkt / Haltestelle (Strecke außer Betrieb) | 9,3                  | Chantraines 293m                          | Chantraines 293m                          |
| Brücke über Wasserlauf (Strecke außer Betrieb) | 13,7                 | Viaduc d’Andelot Rognon                   | (80 m)                                    |
| Bahnhof (Strecke außer Betrieb) | 14,9                 | Andelot-Blancheville 268m                 | Andelot-Blancheville 268m                 |
| Brücke über Wasserlauf (Strecke außer Betrieb) | 17,2                 | Sueurre                                   | (22 m)                                    |
| Dienststation / Betriebs- oder Güterbahnhof | 17,9                 | Rimaucourt 255m                           | Rimaucourt 255m                           |
| Abzweig geradeaus und ehemals von links | 18,2                 | Bahnstrecke Gudmont–Rimaucourt            | Bahnstrecke Gudmont–Rimaucourt            |
| ehemaliger Bahnhof | 20,8                 | Manois                                    | Manois                                    |
| ehemaliger Haltepunkt / Haltestelle | 24                   | La Croisette 301m                         | La Croisette 301m                         |
| ehemaliger Bahnhof | 26,6                 | Saint-Blin – La Croisette 319m            | Saint-Blin – La Croisette 319m            |
| ehemaliger Bahnhof | 33,4                 | Prez-sous-Lafauche 323m                   | Prez-sous-Lafauche 323m                   |
| Grenze | 38,1                 | Départementsgrenze Haute-Marne / Vosges   | Départementsgrenze Haute-Marne / Vosges   |
| ehemaliger Bahnhof | 39,4                 | Liffol-le-Grand 315 m                     | Liffol-le-Grand 315 m                     |
| ehemaliger Haltepunkt / Haltestelle | 41,6                 | Fréville 322m                             | Fréville 322m                             |
| Abzweig geradeaus und von links |                      | Bahnstrecke Culmont-Chalindrey–Toul       | von Culmont-Chalindrey                    |
| Abzweig geradeaus und ehemals von rechts |                      | Bahnstrecke Nançois-Tronville–Neufchâteau | Bahnstrecke Nançois-Tronville–Neufchâteau |
| Brücke über Wasserlauf | 48,2                 | Maas                                      | (86m)                                     |
| Bahnhof | 48,8                 | Neufchâteau 288m                          | Neufchâteau 288m                          |
| Abzweig geradeaus und nach rechts |                      | Bahnstrecke Neufchâteau–Épinal            | Bahnstrecke Neufchâteau–Épinal            |
| Abzweig geradeaus und nach rechts |                      | Bahnstrecke Culmont-Chalindrey–Toul       | nach Toul                                 |
| ehemaliger Haltepunkt / Haltestelle | 53,2                 | Frebécourt 278m                           | Frebécourt 278m                           |
| ehemaliger Dienststation / Betriebs- oder Güterbahnhof | 55,1                 | Coussey 283m                              | Coussey 283m                              |
| | 56,2                 | Streckenende                              | Streckenende                              |
| Haltepunkt / Haltestelle (Strecke außer Betrieb) | 57,9                 | Happoncourt 271m                          | Happoncourt 271m                          |
| Bahnhof (Strecke außer Betrieb) | 59,9                 | Domrémy-Maxey 266m                        | Domrémy-Maxey 266m                        |
| Haltepunkt / Haltestelle (Strecke außer Betrieb) | 62,8                 | Brixey-aux-Chanoines 267m                 | Brixey-aux-Chanoines 267m                 |
| Bahnhof (Strecke außer Betrieb) | 66                   | Sauvigny 269m                             | Sauvigny 269m                             |
| Grenze (Strecke außer Betrieb) | 67                   | Départementsgrenze Vosges / Meuse         | Départementsgrenze Vosges / Meuse         |
| Haltepunkt / Haltestelle (Strecke außer Betrieb) | 68,2                 | Traveron                                  | Traveron                                  |
| |                      |                                           |                                           |
| Brücke über Wasserlauf (Strecke außer Betrieb) | 68,3 68,8            | Viaduc de Traveron Maas (2×)              | (97+37 mm)                                |
| |                      |                                           |                                           |
| Tunnel (Strecke außer Betrieb) | 68,9                 | Tunnel de Traveron 261 m                  | Tunnel de Traveron 261 m                  |
| Haltepunkt / Haltestelle (Strecke außer Betrieb) | 69,2                 | Pagny-la-Blanche-Côte – Montbras 263m     | Pagny-la-Blanche-Côte – Montbras 263m     |
| Haltepunkt / Haltestelle (Strecke außer Betrieb) | 71,4                 | Taillancourt 264 m                        | Taillancourt 264 m                        |
| Bahnhof (Strecke außer Betrieb) | 73,1                 | Maxey-sur-Vaise 256 m                     | Maxey-sur-Vaise 256 m                     |
| Brücke über Wasserlauf (Strecke außer Betrieb) | 75,538               | Maas                                      | (12 m)                                    |
| Haltepunkt / Haltestelle (Strecke außer Betrieb) | 76                   | Burey-en-Vaux (251 m)                     | Burey-en-Vaux (251 m)                     |
| Brücke über Wasserlauf (Strecke außer Betrieb) | 77,8                 | Maas                                      | (12 m)                                    |
| Haltepunkt / Haltestelle (Strecke außer Betrieb) | 78,2                 | Neuville-lès-Vaucouleurs 256m             | Neuville-lès-Vaucouleurs 256m             |
| Brücke über Wasserlauf (Strecke außer Betrieb) | 79,8                 | Maas                                      | (10 m)                                    |
| Bahnhof (Strecke außer Betrieb) | 81,1                 | Vaucouleurs 248m                          | Vaucouleurs 248m                          |
| Haltepunkt / Haltestelle (Strecke außer Betrieb) | 85,7                 | Ugny-sur-Meuse 253m                       | Ugny-sur-Meuse 253m                       |
| Brücke über Wasserlauf (Strecke außer Betrieb) | 87,3                 | Maas                                      | (88 m)                                    |
| Bahnhof (Strecke außer Betrieb) | 88                   | Saint-Germain-sur-Meuse 253m              | Saint-Germain-sur-Meuse 253m              |
| | 88,1                 | Streckenende                              | Streckenende                              |
| Dienststation / Betriebs- oder Güterbahnhof |                      | Carrière Solvay                           | Carrière Solvay                           |
| Dienststation / Betriebs- oder Güterbahnhof |                      | Carrière Novacarb                         | Carrière Novacarb                         |
| Brücke | 93,1                 | N4                                        | (28m)                                     |
| Brücke über Wasserlauf | 94,3                 | Canal de la Marne au Rhin                 | (22m)                                     |
| Abzweig geradeaus, ehemals nach rechts und von rechts |                      | Bahnstrecke Paris–Strasbourg              | von Strasbourg                            |
| Bahnhof | 94,9                 | Pagny-sur-Meuse 253m                      | Pagny-sur-Meuse 253m                      |
| Strecke |                      | Bahnstrecke Paris–Strasbourg              | nach Paris Gare de l’Est                  |

Die Bahnstrecke Bologne–Pagny-sur-Meuse ist eine 95 Kilometer lange, normalspurige Bahnstrecke in der heutigen Region Grand Est in Frankreich. Sie wurde in den Jahren 1867 bis 1873 eröffnet und 1984 elektrifiziert. Die Strecke wird unter der Verantwortung von SNCF Réseau mit der Nummer 026 000 geführt und wurde bis 1992 unter der Liniennummer 24 von der TER Champagne-Ardenne betrieben. Heute findet kein Personenverkehr mehr statt. Nur Teile der Strecke sind vom Güterverkehr genutzt. Der Streckenverlauf ist von Bologne aus bis Neufchâteau in nordöstliche Richtung gerichtet, die zweite Hälfte verläuft nördlich bis Pagny-sur-Meuse wenige Kilometer östlich von Toul an der Mosel.

## Geschichte
Die Bahnstrecke wurde zusammen mit der Bahnstrecke Neufchâteau–Épinal geplant und unmittelbar nach einander gebaut. Am 14. Juni 1861 erfolgte per Dekret die Baubewilligung, am 14. August 1867 die Eröffnung der ersten Streckenhälfte Bologne–Neufchâteau. Nach Fertigstellung der zweiten, nördlichen Streckenhälfte bis Pagny gingen die Arbeiten unmittelbar von Neufchâteau aus weiter in südsüdöstliche Richtung nach Épinal. Mit diesen drei Streckenabschnitten um das Mittelzentrum Neufchâteau waren Verbindungen zu den drei wichtigsten Fernstrecken hergestellt, die dieses umgangen hatten: Paris–Strassburg im Norden, Metz–Belfort im Osten und Reims–Dijon im Westen. Insgesamt drei weitere Strecken nach Süden und Nordwesten sollten folgen, das Neufchâteau bis zur Jahrhundertwende zu einem Eisenbahnknoten mit sechs unabhängigen Streckenästen werden ließ.
Ein zweites Gleis wurde bereits 1878 gelegt und 1944 unter deutscher Besatzung wieder entfernt. Im Zuge der Elektrifizierung der Strecke Bahnstrecke Culmont-Chalindrey–Toul gab es ab 1960 bereits Oberleitung im Bahnhof Neufchâteau, doch erst mit dem ausschließlichen Einsatz von Güterverkehr auf dem Abschnitt Saint-Germain–Pagny-sur-Meuse wurde der nördlichste Streckenteil selbst elektrifiziert.
Zuvor wurden die längsten Streckenabschnitte bereits geschlossen und entwidmet: Nach der Schließung des Personenverkehrs im östlichen Abschnitt im März 1969 und im nördlichen Abschnitt im Mai 1970 wurde im zentralen Teil des nördlichen Astes zwischen Maxey-sur-Vaise und Coussey der Bahnverkehr in zwei Schritten (Oktober 1970 und Januar 1972) ganz eingestellt, die Strecke deklassiert und abgebaut.